# Liste der Sieger bei der Internationalen Sechstagefahrt
Die Liste der Sieger bei der Internationalen Sechstagefahrt enthält alle Siegermannschaften in den Nationenwertungen dieses Wettbewerbes seit 1913.
Der Wettbewerb der Frauen-Nationalmannschaften existiert erst seit 2007 und ist der Übersichtlichkeit halber am Ende der Liste gesondert aufgeführt.
| Nr. | Jahr | Ort                    | Land                                                             | World Trophy | Silbervase ab 1985: Junior World Trophy                                                                            |
| --- | ---- | ---------------------- | ---------------------------------------------------------------- | --- | --- |
| 1.  | 1913 | Carlisle               | England                                                          | Vereinigtes Königreich William Gibb Billy Little Charlie Collier                                                                   | - |
| 2.  | 1920 | Grenoble               | Frankreich                                                       | Schweiz Jean Morand André Robert Edouard Gex                                                                                       | - |
| 3.  | 1921 | Genf                   | Schweiz                                                          | Schweiz Jean Morand Alfred Rothenbach Edouard Gex                                                                                  | - |
| 4.  | 1922 | Genf                   | Schweiz                                                          | Schweiz Jean Morand André Robert Edouard Gex                                                                                       | - |
| 5.  | 1923 | Stockholm              | Schweden                                                         | Schweden Gustav Göthe Gunnar Lundgren Bernhard Malmberg                                                                            | - |
| 6.  | 1924 | Chaudfontaine          | Belgien                                                          | Vereinigtes Königreich Gerald Arter Clifford Wilson Frank Giles                                                                    | Norwegen Giles Vaumund Oloff Graff Johan Juberget                                                                  |
| 7.  | 1925 | Southampton            | England                                                          | Vereinigtes Königreich Bert Kershaw Gerald Arter Frank Giles                                                                       | Vereinigtes Königreich Bert Kershaw Gerald Arter Frank Giles                                                       |
| 8.  | 1926 | Buxton                 | England                                                          | Vereinigtes Königreich Graham Walker J. Lidstone Phil Pike                                                                         | Vereinigtes Königreich Graham Walker J. Lidstone Phil Pike                                                         |
| 9.  | 1927 | Ambleside              | England                                                          | Vereinigtes Königreich Leonard Crisp Graham Walker Frank Giles                                                                     | Vereinigtes Königreich Marjorie Cottle Edyth Foley Louie McLean                                                    |
| 10. | 1928 | Harrogate              | England                                                          | Vereinigtes Königreich Vic King Freddie Neill Howard Uzzell                                                                        | Vereinigtes Königreich Leonard Crisp Graham Walker Frank Giles                                                     |
| 11. | 1929 | München – Genf         | Deutsches Reich Österreich Schweiz Königreich Italien Frankreich | Vereinigtes Königreich Geoff Butcher George Rowley Freddie Neill                                                                   | Vereinigtes Königreich L. A. Welch A. R. Edwards H. S. Perrey                                                      |
| 12. | 1930 | Grenoble               | Frankreich                                                       | Königreich Italien Rosolino Grana Luigi Gilera Miro Maffeis/Gino Zanchetta                                                         | Frankreich Albert Sourdot Paul Debaisieux Norbert Coulon                                                           |
| 13. | 1931 | Meran                  | Königreich Italien                                               | Königreich Italien Rosolino Grana Luigi Gilera Miro Maffeis/Gino Zanchetta                                                         | Niederlande Dick Eysink Gerard Bakker Schut Bertus van Hamersveld                                                  |
| 14. | 1932 | Meran                  | Königreich Italien                                               | Vereinigtes Königreich Albert E. Perrigo George Rowley Peter Bradley                                                               | Vereinigtes Königreich Graham Walker Jack Williams Robert McGregor                                                 |
| 15. | 1933 | Llandrindod Wells      | Wales                                                            | Deutsches Reich Ernst Jakob Henne Josef Stelzer Josef Mauermayer/Wiggerl Kraus                                                     | Vereinigtes Königreich Vic Brittain Jack Williams George Fred Povey                                                |
| 16. | 1934 | Garmisch-Partenkirchen | Deutsches Reich                                                  | Deutsches Reich Ernst Jakob Henne Josef Stelzer Josef Mauermayer/Wiggerl Kraus                                                     | Vereinigtes Königreich F.E. Thacker Robert McGregor Leonard Heath                                                  |
| 17. | 1935 | Oberstdorf             | Deutsches Reich                                                  | Deutsches Reich Ernst Jakob Henne Josef Stelzer Wiggerl Kraus/Sepp Müller                                                          | Deutsches Reich Arthur Geiss Walfried Winkler Ewald Kluge                                                          |
| 18. | 1936 | Freudenstadt           | Deutsches Reich                                                  | Vereinigtes Königreich Vic Brittain George Rowley Stuart Waycott/A. Belston                                                        | Vereinigtes Königreich Robert McGregor J.A. Leslie J.C. Edward                                                     |
| 19. | 1937 | Llandrindod Wells      | Wales                                                            | Vereinigtes Königreich Vic Brittain George Rowley Stuart Waycott/A. Belston                                                        | Niederlande Bertus van Hamersveld Gerard Bakker Schut Jan Moejes                                                   |
| 20. | 1938 | Llandrindod Wells      | Wales                                                            | Vereinigtes Königreich George Rowley Jack Williams Vic Brittain Stuart Waycott/A. Belston                                          | Deutsches Reich Georg Meier Rudolf Seltsam Josef Forstner                                                          |
| 21. | 1939 | Salzburg               | Deutsches Reich                                                  | Deutsches Reich Walter Fähler (DKW) Rudolf Seltsam (BMW) Otto Sensburg (DKW) Josef Müller (BMW) Ergebnisse nachträglich annulliert | Deutsches Reich Josef Forstner (BMW) Fritz Linhardt (BMW) Hans Lodermeier (BMW) Ergebnisse nachträglich annulliert |
| 22. | 1947 | Zlín                   | Tschechoslowakei                                                 | Tschechoslowakei Jaroslav Simandl Richard Dusil Václav Stanislav Jan Bednář Karl Hansl                                             | Tschechoslowakei Čeněk Kohlíček Emanuel Marha Josef Paštika                                                        |
| 23. | 1948 | San Remo               | Italien                                                          | Vereinigtes Königreich Allen Jefferies Hugh Viney Jack Williams Charlie Rogers Vic Brittain                                        | Vereinigtes Königreich Jim Alves Bob Ray Jack Stocker                                                              |
| 24. | 1949 | Llandrindod Wells      | Wales                                                            | Vereinigtes Königreich Jim Alves Bob Ray G. N. Rogers Frederick Maurice Rist Hugh Viney                                            | Tschechoslowakei Emanuel Marha František Bláha Josef Krcmar                                                        |
| 25. | 1950 | Llandrindod Wells      | Wales                                                            | Vereinigtes Königreich Frederick Maurice Rist Hugh Viney Jim Alves Jack Stocker Bob Ray                                            | Vereinigtes Königreich Don Evans Ted Usher Bert Gaymer                                                             |
| 26. | 1951 | Varese                 | Italien                                                          | Vereinigtes Königreich Frederick Maurice Rist Hugh Viney Jim Alves Jack Stocker Bob Ray                                            | Niederlande Philip Haaker Cees van Rijssel Drikus Veer                                                             |
| 27. | 1952 | Bad Aussee             | Österreich                                                       | Tschechoslowakei Čeněk Kohlíček Jaroslav Pudil Richard Dusil Jiří Kubeš Jan Novotný                                                | Tschechoslowakei František Bláha Vojtěch Kolář Bohumil Kabát                                                       |
| 28. | 1953 | Gottwaldov             | Tschechoslowakei                                                 | Vereinigtes Königreich John V. Brittain Jack Stocker Robert Manns Jim Alves Hugh Viney                                             | Tschechoslowakei František Bláha Vojtěch Kolář Bohumil Kabát                                                       |
| 29. | 1954 | Llandrindod Wells      | Wales                                                            | Tschechoslowakei Bohuslav Roučka Jaroslav Pudil Saša Klimt Jiří Kubeš Vladimír Šedina                                              | Niederlande Simon Schram Bennie Jansema Martin den Haan                                                            |
| 30. | 1955 | Gottwaldov             | Tschechoslowakei                                                 | BR Deutschland Johann Abt Otto Brack Udo Feser Ernst Deike Volker von Zitzewitz                                                    | Tschechoslowakei Stanislav Štástka Zdeněk Polánka Miloslav Souček                                                  |
| 31. | 1956 | Garmisch-Partenkirchen | BR Deutschland                                                   | Tschechoslowakei Miloslav Souček Jaroslav Pudil Bohuslav Roučka Zdeněk Polánka Vladimír Šedina Saša Klimt                          | Niederlande Jan van Hoek Bennie Jansema Ton Witberg Frits R. Selling                                               |
| 32. | 1957 | Špindlerův Mlýn        | Tschechoslowakei                                                 | BR Deutschland Lorenz Specht Richard Heßler Gernot Leistner Walter Aukthun Klaus Kämper Volker von Zitzewitz                       | Tschechoslowakei Vladimír Štěpán Oldrich Hameršmid Antonin Matejka Karel Buchnar                                   |
| 33. | 1958 | Garmisch-Partenkirchen | BR Deutschland                                                   | Tschechoslowakei Vladimír Šedina Saša Klimt Antonín Matějka Zdeněk Polánka Jaroslav Pudil Bohuslav Roučka                          | Tschechoslowakei Stanislav Štástka František Darebný Alois Roučka Arnošt Zemen                                     |
| 34. | 1959 | Gottwaldov             | Tschechoslowakei                                                 | Tschechoslowakei Vladimír Šedina Saša Klimt Antonín Matějka Zdeněk Polánka Jaroslav Pudil Bohuslav Roučka                          | Tschechoslowakei Vladimír Štěpán Oldrich Hameršmid František Hóffer František Bouška                               |
| 35. | 1960 | Bad Aussee             | Österreich                                                       | Österreich Karl-Heinz Behrendt Hans Leitner Egon Dornauer Josef Kleinschuster Rupert Köberl Siegfried Stuhlberger                  | Italien Luigi Gorini Tulio Masserini Eugenio Saini Fausto Vergani                                                  |
| 36. | 1961 | Llandrindod Wells      | Wales                                                            | BR Deutschland Günter Dotterweich Richard Heßler Lorenz Müller Sebastian Nachtmann Erwin Schmider Lorenz Specht                    | Tschechoslowakei František Bouška Oldrich Hameršmid Vladimír Štěpán                                                |
| 37. | 1962 | Garmisch-Partenkirchen | BR Deutschland                                                   | Tschechoslowakei František Bouška František Hóffer Drahoslav Miarka Zdeněk Polánka Bohuslav Roučka Vladimír Štěpán                 | BR Deutschland Horst Rothermund Heinz Klingenschmidt Volker Kramer Günter Sengfelder                               |
| 38. | 1963 | Špindlerův Mlýn        | Tschechoslowakei                                                 | Deutsche Demokratische Republik Günter Baumann Peter Uhlig Hans Weber Horst Lohr Bernd Uhlmann Werner Salevsky                     | Italien Luigi Gorini Carlo Moscheni Giuseppe Panarari Nino Tagli                                                   |
| 39. | 1964 | Erfurt                 | Deutsche Demokratische Republik                                  | Deutsche Demokratische Republik Günter Baumann Peter Uhlig Hans Weber Horst Lohr Bernd Uhlmann Werner Salevsky                     | Deutsche Demokratische Republik Gottfried Pohlan Siegfried Rauhut Lothar Schünemann Ewald Schneidewind             |
| 40. | 1965 | Isle of Man            | Isle of Man                                                      | Deutsche Demokratische Republik Peter Uhlig Hans Weber Horst Lohr Bernd Uhlmann Werner Salevsky Karlheinz Wagner                   | Deutsche Demokratische Republik Günter Baumann Klaus Teuchert Horst Golz Werner Stiegler                           |
| 41. | 1966 | Villingsberg           | Schweden                                                         | Deutsche Demokratische Republik Peter Uhlig Hans Weber Horst Lohr Werner Salevsky Karlheinz Wagner Klaus Teuchert                  | BR Deutschland Norbert Gabler Klaus Kämper Dieter Kramer Erwin Schmider                                            |
| 42. | 1967 | Zakopane               | Polen                                                            | Deutsche Demokratische Republik Peter Uhlig Hans Weber Werner Salevsky Karlheinz Wagner Klaus Teuchert Klaus Halser                | Tschechoslowakei Arnost Zemen Drahoslav Miarka Miroslav Vytlacil Jiri Jasansky                                     |
| 43. | 1968 | San Pellegrino Terme   | Italien                                                          | BR Deutschland Andreas Brandl Heinz Brinkmann Siegfried Gienger Dieter Kramer Volker Kramer Lorenz Specht                          | Italien Demetrio Bonini Arnaldo Farioli Francesco Foresti Giuseppe Signorelli                                      |
| 44. | 1969 | Garmisch-Partenkirchen | BR Deutschland                                                   | Deutsche Demokratische Republik Peter Uhlig Werner Salevsky Karlheinz Wagner Klaus Teuchert Klaus Halser Fred Willamowski          | BR Deutschland Helmut Beranek Norbert Gabler Hans Trinkner Rolf Witthöft                                           |
| 45. | 1970 | El Escorial            | Spanien                                                          | Tschechoslowakei Josef Fojtík Jaroslav Bříza Květoslav Mašita Zdeněk Češpiva František Mrázek Petr Čemus                           | Tschechoslowakei Josef Císař Jiri Jasansky Miroslav Vytlacil Josef Rabas                                           |
| 46. | 1971 | Isle of Man            | Isle of Man                                                      | Tschechoslowakei František Mrázek Květoslav Mašita Jaroslav Bříza Petr Čemus Zdeněk Češpiva Josef Fojtík                           | Tschechoslowakei Josef Císař Jiri Jasansky Miroslav Vytlacil Tomas Peterman                                        |
| 47. | 1972 | Špindlerův Mlýn        | Tschechoslowakei                                                 | Tschechoslowakei Jaroslav Bříza Petr Čemus Zdeněk Češpiva Josef Císař František Mrázek Josef Fojtík                                | Tschechoslowakei Pavel Cihelka Josef Rabas Milan Jedlička Petr Valek                                               |
| 48. | 1973 | Dalton                 | Vereinigte Staaten                                               | Tschechoslowakei Josef Fojtík Zdeněk Češpiva Josef Císař Květoslav Mašita František Mrázek Petr Čemus                              | Vereinigte Staaten Dick Burleson Malcolm Smith Ed Schmidt Ron Bohn                                                 |
| 49. | 1974 | Camerino               | Italien                                                          | Tschechoslowakei Josef Fojtík Zdeněk Češpiva Josef Císař Květoslav Mašita Jiří Stodůlka Petr Čemus                                 | Tschechoslowakei Josef Rabas Pavel Cihelka Milan Jedlička Jaroslav Bříza                                           |
| 50. | 1975 | Isle of Man            | Isle of Man                                                      | BR Deutschland Josef Wolfgruber Peter Neumann Eberhard Weber Jürgen Grisse Rolf Witthöft Eddy Hau                                  | Italien Gualtiero Brissoni Pietro Gagni Attilio Petrogalli Pierluigi Rottigni                                      |
| 51. | 1976 | Zeltweg                | Österreich                                                       | BR Deutschland Josef Wolfgruber Peter Neumann Eberhard Weber Jürgen Grisse Rolf Witthöft Eddy Hau                                  | Tschechoslowakei Milan Jedlička Pavel Cihelka Jaroslav Kauler Otakar Toman                                         |
| 52. | 1977 | Považská Bystrica      | Tschechoslowakei                                                 | Tschechoslowakei František Mrázek Otakar Toman Květoslav Mašita Jiří Stodůlka Stanislav Zloch Jozef Císař                          | Tschechoslowakei Petr Valek Pavel Cihelka Milan Jedlička Jiři Pošík                                                |
| 53. | 1978 | Värnamo                | Schweden                                                         | Tschechoslowakei František Mrázek Jozef Chovančík Květoslav Mašita Jiři Pošík Stanislav Zloch Jiří Stodůlka                        | Italien Luigi Medardo Gino Perego Osvaldo Scaburri Giuseppe Signorelli                                             |
| 54. | 1979 | Neunkirchen            | BR Deutschland                                                   | Italien Elia Andrioletti Franco Gualdi Gualtiero Brissoni Augusto Taiocchi Guglielmo Andreini Gianangelo Croci                     | Tschechoslowakei Josef Kauler Jaroslav Kmostak Zdenek Runkas Jiri Císař                                            |
| 55. | 1980 | Brioude                | Frankreich                                                       | Italien Guglielmo Andreini Elia Andrioletti Gualtiero Brissoni Gianangelo Croci Andrea Marinoni Augusto Taiocchi                   | BR Deutschland Arnulf Teuchert Bert von Zitzewitz Reinhard Christel Rolf Witthöft                                  |
| 56. | 1981 | Elba                   | Italien                                                          | Italien Gualtiero Brissoni Alessandro Gritti Luigi Medardo Gianangelo Croci Franco Gualdi Augusto Taiocchi                         | Italien Cesare Bernardi Gianpiero Findanno Andrea Marinoni Angelo Signorelli                                       |
| 57. | 1982 | Považská Bystrica      | Tschechoslowakei                                                 | Tschechoslowakei Jiři Císař Zdeněk Bělský Emil Čunderlík Vladimír Janouš Jozef Chovančík Stanislav Zloch                           | Deutsche Demokratische Republik Horst Geißenhöner Steffen Mauersberger Reinhard Klädtke Uwe Weber                  |
| 58. | 1983 | Builth Wells           | Wales                                                            | Schweden Peter Hansson Torbjörn Jansson Per Grönberg Svenerik Jönsson Bosse Lindbom Thomas Gustavsson                              | Schweden Magnus Jacobsson Kent Karlsson Bert Anderson Nils Erik Zell                                               |
| 59. | 1984 | Assen                  | Niederlande                                                      | Niederlande Dinand Zijlstra Henk van Mierlo Martin Schalkwijk Henk Poorte Simon Schram Gerrit Wolsink                              | Deutsche Demokratische Republik Reinhard Klädtke Jens Thalmann Bernd Lämmel Andreas Cyffka                         |
| 60. | 1985 | La Molina              | Spanien                                                          | Schweden Peter Hansson Per Grönberg Dick Wicksell Svenerik Jönsson Hålan Lundberg Thomas Gustavsson                                | Deutsche Demokratische Republik Andreas Cyffka Mike Heydenreich Jens Grüner Udo Grellmann                          |
| 61. | 1986 | San Pellegrino Terme   | Italien                                                          | Italien Angelo Signorelli Renato Pegurri Tullio Pellegrinelli Gianangelo Croci Guglielmo Andreini Edi Orioli                       | Italien Paolo Fellegara Giorgio Grasso Stefano Passeri Enrico Zuffa                                                |
| 62. | 1987 | Jelenia Góra           | Polen                                                            | Deutsche Demokratische Republik Jens Thalmann Reinhard Klädtke Uwe Weber Harald Sturm Jens Scheffler Jens Grüner                   | Deutsche Demokratische Republik Mike Heydenreich Udo Grellmann Thomas Bieberbach Danielo Pörschke                  |
| 63. | 1988 | Mende                  | Frankreich                                                       | Frankreich Thierry Charbonnier Stéphane Peterhansel Gilles Lalay Jean Paul Charles Alan Olivier Marc Morales                       | Italien Luca Trussardi Massimo Migliorati Enrico Zuffa Davide Trolli                                               |
| 64. | 1989 | Walldürn               | BR Deutschland                                                   | Italien Gianmarco Rossi Stefano Passeri Angelo Signorelli Luca Trussardi Paolo Fellegara Franco Gualdi                             | Finnland Kari Tiainen Juha-Pekka Leino Jarkko Vainio Jouni Sauren                                                  |
| 65. | 1990 | Västerås               | Schweden                                                         | Schweden Jeff Nilsson Dick Wicksell Kent Karlsson Svenerik Jönsson Peter Hansson Jimmie Eriksson                                   | Schweden Robert Grönlund Robert Svensson Peter Karlsson Peter Lundfeldt                                            |
| 66. | 1991 | Považská Bystrica      | Tschechoslowakei                                                 | Schweden Jeff Nilsson Joachim Hedendahl Svenerik Jönsson Dick Wicksell Kent Karlsson Bill Andersson                                | Vereinigte Staaten Steve Hatch Jimmy Lewis David Rhodes Chris Smith                                                |
| 67. | 1992 | Cessnock               | Australien                                                       | Italien Paolo Fellegara Fabio Farioli Stefano Passeri Mario Rinaldi Giovanni Sala Arnaldo Nicoli                                   | Schweden Anders Eriksson Robert Grönlund Peter Karlsson Peter Jansson                                              |
| 68. | 1993 | Assen                  | Niederlande                                                      | Polen Marek Dąbrowski Maciej Wrobel Viktor Iwanski Wojciech Rencz Andrzej Tomizek Ryszard Augustyn                                 | Niederlande Peter Lenselink Patrick Isfordink Erik Davids Hans Arends                                              |
| 69. | 1994 | Tulsa                  | Vereinigte Staaten                                               | Italien Maurizio Carminati Tullio Pellegrinelli Mario Rinaldi Fabio Farioli Arnaldo Nicoli Giovanni Sala                           | Schweden Rickard Larsson Björn Carlsson Linus Borman Morgan Jansson                                                |
| 70. | 1995 | Jelenia Góra           | Polen                                                            | Italien Gianmarco Rossi Paolo Fellegara Giorgio Grasso Giuseppe Gallino Tullio Pellegrinelli Arnaldo Nicoli                        | Australien Shawn Reed Shane Watts Ian Cunningham Jamie Cunningham                                                  |
| 71. | 1996 | Hämeenlinna            | Finnland                                                         | Finnland Kari Tiainen Jani Laaksonen Pekka Viljakainen Petteri Silvan Mika Ahola Vesa Kytönen                                      | Finnland Tuomas Ahonen Juha Salminen Juha Laaksonen Mika Marila                                                    |
| 72. | 1997 | Lumezzane              | Italien                                                          | Italien Fausto Scovolo Stefano Passeri Giovanni Sala Jarno Boano Mario Rinaldi Fabio Farioli                                       | Italien Pablo Peli Ivan Boano Alessio Paoli Giovanni Genini                                                        |
| 73. | 1998 | Traralgon              | Australien                                                       | Finnland Juha Salminen Jani Laaksonen Mika Ahola Petteri Silvan Vesa Kytönen Kari Tiainen                                          | Spanien Xavier Pons Miki Arpa Marc Coma Gerard Farrés                                                              |
| 74. | 1999 | Coimbra                | Portugal                                                         | Finnland Samuli Aro Mika Ahola Jani Laaksonen Vesa Kytönen Kari Tiainen Petri Pohjamo                                              | Spanien Arnau Vilanova Xacob Agra Gerard Farrés Miki Arpa                                                          |
| 75. | 2000 | Granada                | Spanien                                                          | Italien Fausto Scovolo Mario Rinaldi Matteo Rubin Arnaldo Nicoli Giovanni Sala Fabio Farioli                                       | Spanien Xavier Pons Gerard Farrés Xacob Agra Jordi Duran                                                           |
| 76. | 2001 | Brive-la-Gaillarde     | Frankreich                                                       | Frankreich Marc Germain Olivier Rebufie Eric Bernard David Frétigné Sébastien Guillaume Cyril Esquirol                             | Italien Simone Albergoni Ivan Boano Paolo Carrara Giovanni Gritti                                                  |
| 77. | 2002 | Jablonec nad Nisou     | Tschechien                                                       | Finnland Mika Ahola Juha Salminen Petteri Silvan Samuli Aro Jani Laaksonen Petri Pohjamo                                           | Frankreich Julien Dubac Raphael André Damien Miquel Fabien Planet                                                  |
| 78. | 2003 | Fortaleza              | Brasilien                                                        | Finnland Juha Salminen Mika Saarenkoski Mika Ahola Samuli Aro Jani Laaksonen Kari Tiainen                                          | Frankreich Damien Miquel Freddy Blanc Herve Versace Fabien Planet                                                  |
| 79. | 2004 | Kielce                 | Polen                                                            | Finnland Petteri Silvan Juha Salminen Mika Saarenkoski Samuli Aro Jani Laaksonen Mika Ahola                                        | Finnland Valtteri Salonen Jari Mattila Tomi Peltola Marko Tarkkala                                                 |
| 80. | 2005 | Považská Bystrica      | Slowakei                                                         | Italien Alessandro Botturi Alessandro Belometti Simone Albergoni Alessandro Zanni Alessio Paoli Giuliano Falgari                   | Italien Andrea Beconi Maurizio Micheluz Paolo Bernardi Manuel Pievani                                              |
| 81. | 2006 | Taupō                  | Neuseeland                                                       | Finnland Juha Salminen Samuli Aro Mika Ahola Marko Tarkkala Petri Pohjamo Jari Mattila                                             | Vereinigte Staaten Kurt Caselli Ricky Dietrick Russell Bobbitt David Pearson                                       |
| 82. | 2007 | La Serena              | Chile                                                            | Italien Alessandro Belometti Alex Salvini Alessandro Botturi Maurizio Micheluz Fabrizio Dini Andrea Belotti                        | Spanien Cristóbal Guerrero Oriol Mena Lorenzo Santolino Carlos Andreu                                              |
| 83. | 2008 | Serres                 | Griechenland                                                     | Frankreich Julien Gautier Jordan Curvalle Rodrig Thain Christophe Nambotin Sebastien Guillaume Nicolas Deparrois                   | Italien Thomas Oldrati Oscar Balletti Mirko Gritti Vanni Cominotto                                                 |
| 84. | 2009 | Figueira da Foz        | Portugal                                                         | Frankreich Julien Gautier Marc Germain Rodrig Thain Christophe Nambotin Marc Bourgeois Antoine Méo                                 | Spanien Victor Guerrero Oriol Mena Lorenzo Santolino Mario Roman                                                   |
| 85. | 2010 | Morelia                | Mexiko                                                           | Frankreich Johnny Aubert Nicolas Deparrois Sebastien Guillaume Antoine Méo Rodrig Thain Christophe Nambotin                        | Spanien Victor Guerrero Oriol Mena Lorenzo Santolino Mario Roman                                                   |
| 86. | 2011 | Kotka-Hamina           | Finnland                                                         | Finnland Eero Remes Matti Seistola Juha Salminen Jari Mattila Valtteri Salonen Marko Tarkkala                                      | Frankreich Alexandre Queyreyre Benoit Fortunato Mathias Bellino Romain Dumontier                                   |
| 87. | 2012 | Sachsenring/Erzgebirge | Deutschland                                                      | Frankreich Antoine Méo Rodrig Thain Pierre-Alexandre Renet Johnny Aubert Christophe Nambotin Sébastien Guillaume                   | Frankreich Mathias Bellino Kevin Rohmer Alexander Queyreyre Jérémy Joly                                            |
| 88. | 2013 | Olbia (Sardinien)      | Italien                                                          | Frankreich Pierre-Alexandre Renet Jérémy Joly Johnny Aubert Antoine Méo Rodrig Thain Fabien Planet                                 | Frankreich Swan Servajean Kevin Rohmer Loïc Larrieu Mathias Bellino                                                |
| 89. | 2014 | San Juan               | Argentinien                                                      | Frankreich Marc Bourgeois Christophe Nambotin Pierre-Alexandre Renet Jérémy Tarroux Anthony Boissiere Fabien Planet                | Vereinigte Staaten Grant Baylor Steward Baylor Trevor Bollinger Justin Jones                                       |
| 90. | 2015 | Košice                 | Slowakei                                                         | Australien Joshua Green Daniel Milner Matthew Phillips Beau Ralston Lachlan Stanford Glen Kearny                                   | Australien Broc Grabham Tom Mason Daniel Sanders Tye Simmonds                                                      |
| 91. | 2016 | Los Arcos              | Spanien                                                          | Vereinigte Staaten Kailub Russell Michael Layne Taylor Robert Thad Duvall                                                          | Schweden Micke Persson Albin Elowson Jesper Börjesson                                                              |
| 92. | 2017 | Brive-la-Gaillarde     | Frankreich                                                       | Frankreich Jérémy Tarroux Loïc Larrieu Christophe Charlier Christophe Nambotin                                                     | Frankreich Jérémy Miroir Hugo Blanjoue Anthony Geslin                                                              |
| 93. | 2018 | Viña del Mar           | Chile                                                            | Australien Daniel Milner Daniel Sanders Lyndon Snodgrass Joshua Strang                                                             | Italien Andrea Verona Matteo Cavallo Davide Soreca                                                                 |
| 94. | 2019 | Portimão               | Portugal                                                         | Vereinigte Staaten Ryan Sipes Kailub Russell Taylor Robert Steward Baylor                                                          | Australien Michael Driscoll Fraser Higlett Lyndon Snodgrass                                                        |
| 95. | 2021 | Rivanazzano Terme      | Italien                                                          | Italien Andrea Verona Davide Guarneri Thomas Oldrati Matteo Cavallo                                                                | Italien Lorenzo Macoritto Manolo Morettini Matteo Pavoni                                                           |
| 96. | 2022 | Le Puy-en-Velay        | Frankreich                                                       | Vereinigtes Königreich Steve Holcombe Nathan Watson Jed Etchells Jamie McCanney                                                    | Italien Morgan Lesiardo Enrico Rinaldi Claudio Spanu                                                               |
| 97. | 2023 | San Juan               | Argentinien                                                      | Vereinigte Staaten Taylor Robert Johnny Girroir Dante Oliveira Cole Martinez                                                       | Frankreich Thibaut Giraudon Antoine Alix Leo Joyon                                                                 |
| 98. | 2024 | Silleda                | Spanien                                                          | Frankreich Theophile Espinasse Hugo Blanjoue Léo Le Quéré Julien Roussaly                                                          | Schweden Max Ahlin Albin Norrbin Axel Semb                                                                         |
| 99. | 2025 | Bergamo                | Italien                                                          | | |

Women’s Trophy
2007:  Vereinigte Staaten (Nicole Bradford, Amanda Mastin, Lacy Jones)
2008:  Frankreich (Ludivine Puy, Audrey Rossat, Alice Geneste)
2009:  Frankreich (Ludivine Puy, Audrey Rossat, Stéphanie Bouisson)
2010:  Frankreich (Ludivine Puy, Audrey Rossat, Blandine Dufrene)
2011:  Frankreich (Ludivine Puy, Blandine Dufrene, Juliette Berrez)
2012:  Frankreich (Ludivine Puy, Blandine Dufrene, Audrey Rossat)
2013:  Australien (Jessica Gardiner, Tayla Jones, Jemma Wilson)
2014:  Australien (Jessica Gardiner, Tayla Jones, Jemma Wilson)
2015:  Australien (Jessica Gardiner, Tayla Jones, Jemma Wilson)
2016:  Australien (Jessica Gardiner, Tayla Jones, Jemma Wilson)
2017:  Australien (Jessica Gardiner, Tayla Jones, Jemma Wilson)
2018:  Australien (Jessica Gardiner, Tayla Jones, Mackenzie Tricker)
2019:  Vereinigte Staaten (Rebecca Sheets, Brandy Richards, Tarah Gieger)
2021:  Vereinigte Staaten (Brandy Richards, Rachel Gutish, Britney Gallegos)
2022:  Vereinigtes Königreich (Jane Daniels, Nieve Holmes, Rosie Rowett)
2023:  Vereinigte Staaten (Brandy Richards, Rachel Gutish, Korie Steede)
2024:  Vereinigte Staaten (Brandy Richards, Rachel Gutish, Ava Silvestri)